# City Süd

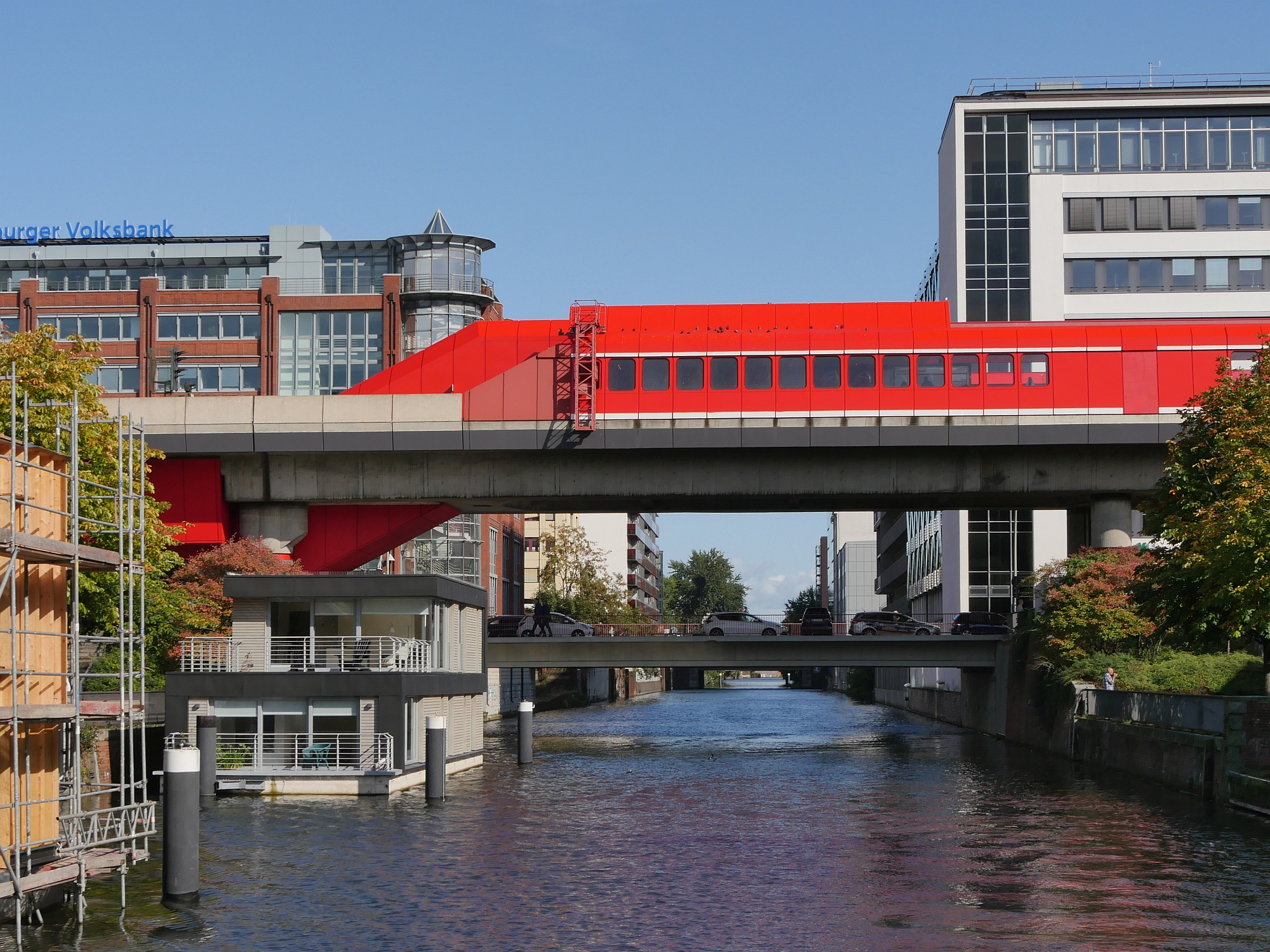
S-Bahnhof Hammerbrook, 2019

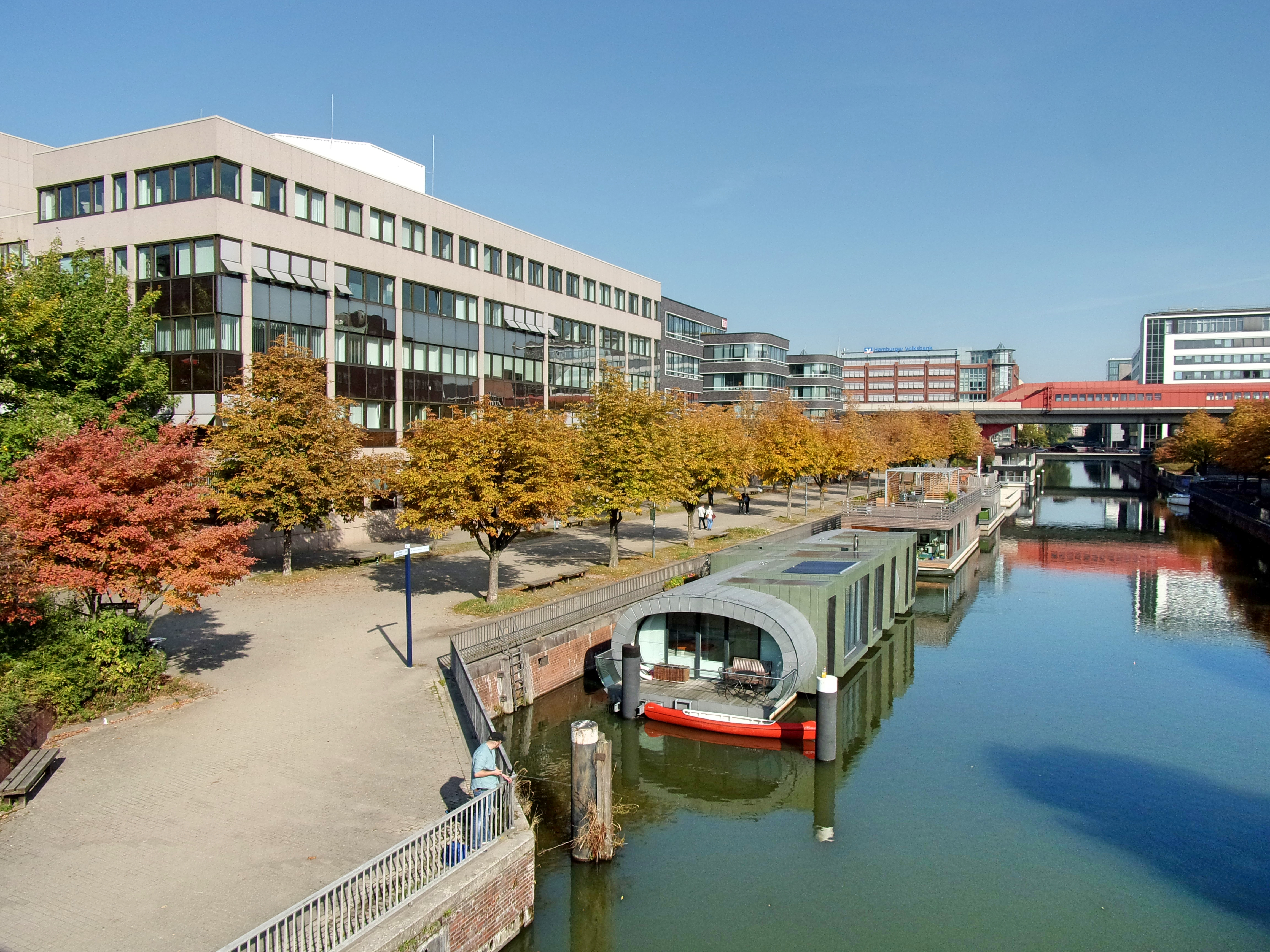
Norderkai-Ufer am Mittelkanal, 2018

Die City Süd ist ein Bürostandort und langfristiges Immobilienprojekt in Hamburg-Mitte. Sie wurde als Gegenstück zur City Nord im Bezirk Hamburg-Nord konzipiert und umfasst mit etwa 82 Hektar einen großen Teil des innenstadtnah gelegenen Stadtteils Hammerbrook. City Süd ist auch der Namenszusatz des S-Bahnhofs Hammerbrook.

## Geschichte
Der Stadtteil Hammerbrook war bis 1943 ein überwiegend mit Arbeiterfamilien besiedeltes Wohnviertel mit hoher Bevölkerungsdichte und guter Infrastruktur. Bei den Bombenangriffen auf Hamburg durch die Alliierten im Juli 1943 verloren hier 11.981 Menschen ihr Leben, etwa ein Viertel der Wohnbevölkerung. Fast alle Gebäude wurden zerstört oder schwer beschädigt. Nach dem Zweiten Weltkrieg wurde zunächst entschieden, Hammerbrook nicht wieder aufzubauen. Der zerstörte Stadtteil lag danach für Jahrzehnte brach.
Seit Beginn der 1970er Jahre planten Stadtentwickler im westlichen Hammerbrook und teilweise im östlichen damaligen Stadtteil Klostertor unter dem Schlagwort Hanse-Centrum oder Unternehmen Hamburg den Bürostandort City Süd. Der Name orientierte sich an der damals schon im Bau befindlichen City Nord, da das neue Gebiet in gleicher Weise den zunehmenden Bedarf an Büroflächen decken und die zentralen Stadtteile entlasten sollte. Hauptplanungsgebiet für die südliche Bürostadt war das Trapez Spaldingstraße, Süderstraße, Amsinckstraße und Heidenkampsweg. Lange Zeit galt die City Süd als unattraktiv und hatte ein schlechtes Image. Eine Anbindung an den öffentlichen Personennahverkehr war durch die S-Bahnhaltestelle Hammerbrook vorhanden, aber ein Mangel an Grünflächen verstärkte das negative Ansehen der City Süd. Noch in den 1990er Jahren waren die Flächen schwer zu vermieten. Schwächen des Gebietes waren die schlechte Infrastruktur und eine mangelnde Durchmischung von Wohn- und Büroraum.
1996 gründeten die ansässigen Unternehmen die Interessengemeinschaft City Süd mit dem Ziel, die Attraktivität des Standortes zu erhöhen. In der Folge erhielt das Gebiet einen Supermarkt und einen Wochenmarkt, und zur Erhöhung der Sicherheit wurde die Beleuchtung des S-Bahnhofs verbessert. Die Interessengemeinschaft initiiert regelmäßig Treffen und Workshops, gibt die Stadtteilzeitung Hamburger SüdSeiten heraus und lädt einmal im Monat Anwohner und Arbeitnehmer zur Begegnung in einen Club im Hotel Ambassador.
Heute gilt die City Süd als attraktiver Bürostandort Hamburgs. Hier sitzen rund 800 Unternehmen auf etwa 89.000 Quadratmetern mit rund 20.000 Arbeitnehmern.

## Bauwerke

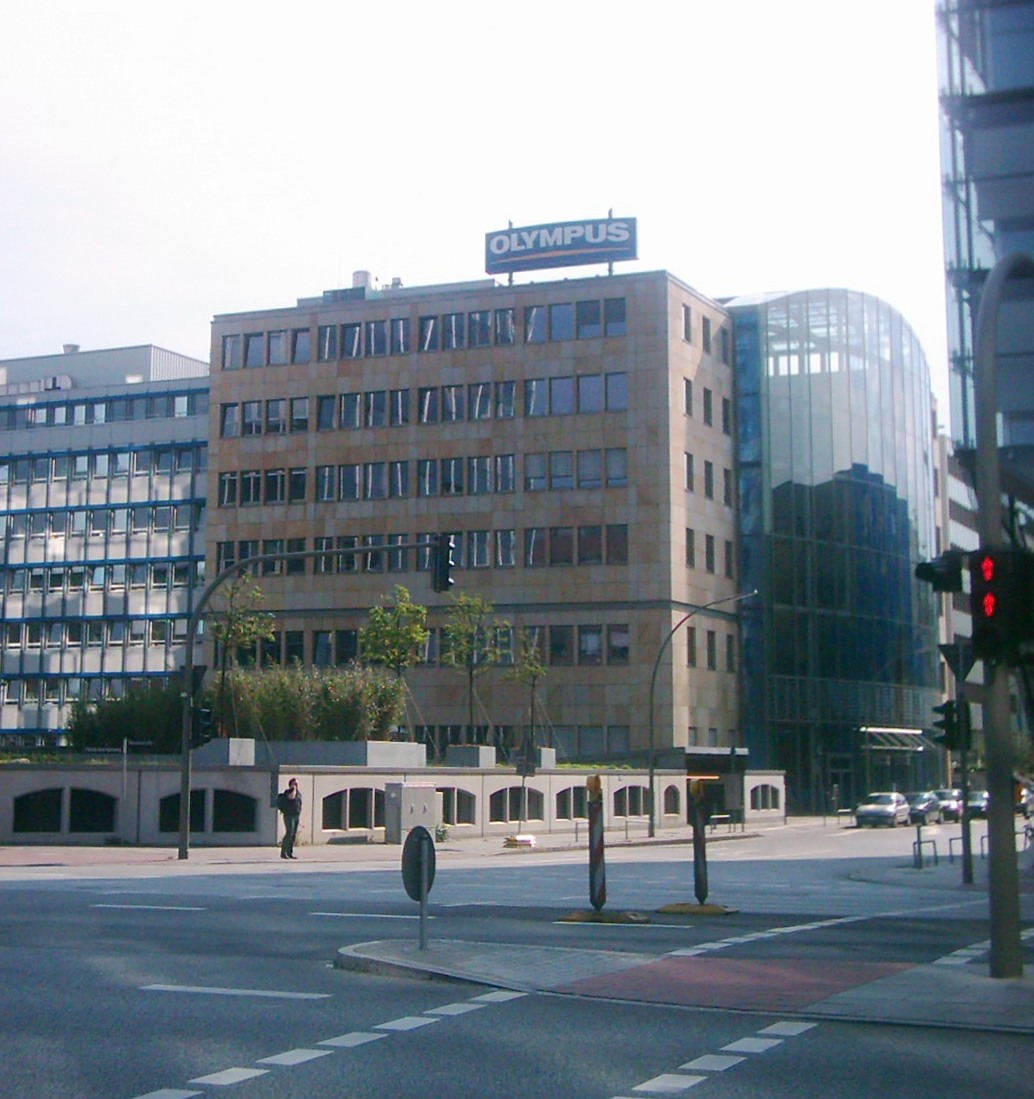
Olympus an der Wendenstraße in Hamburg-Hammerbrook
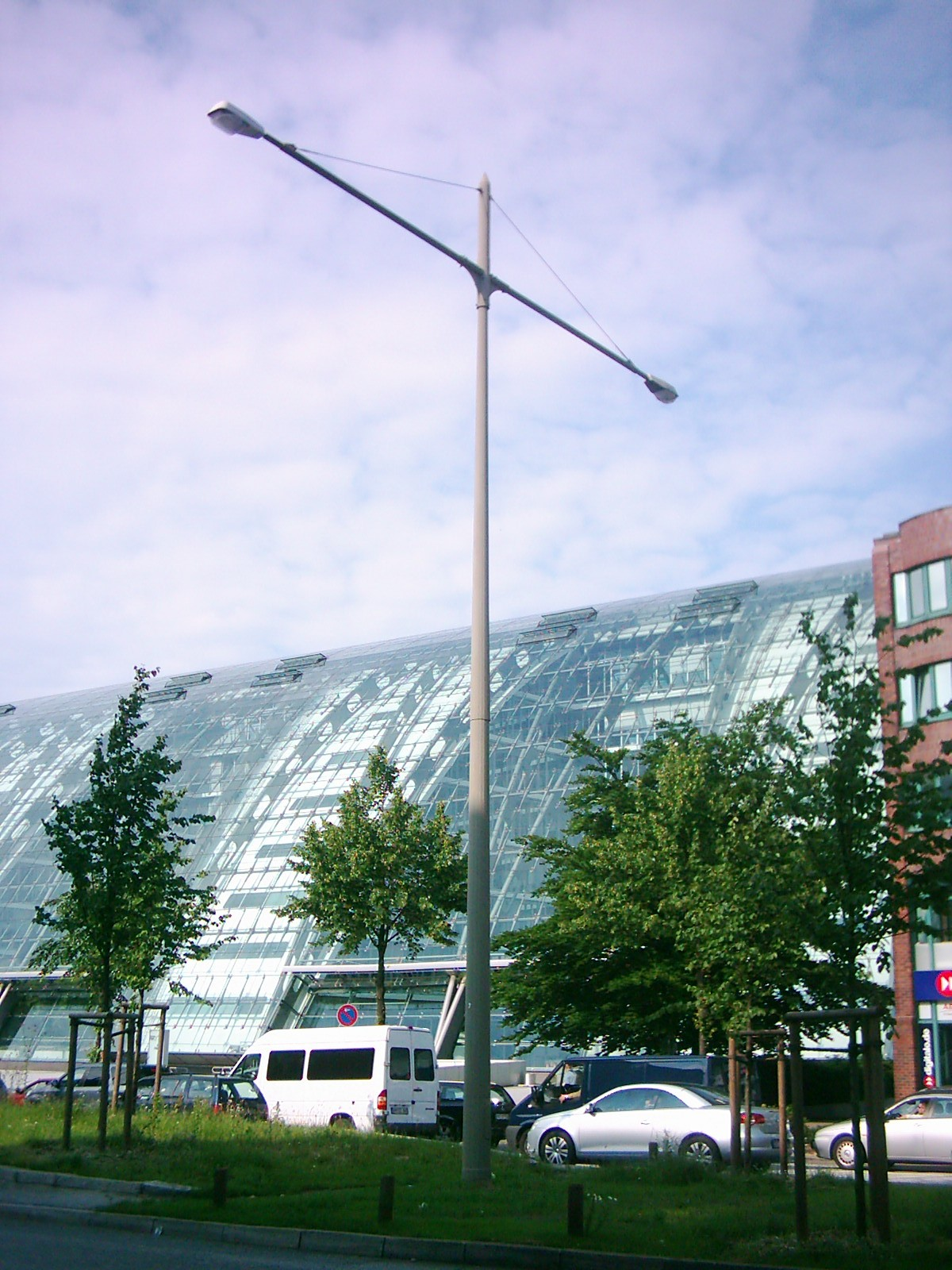
Straßenleuchte am Heidenkampsweg
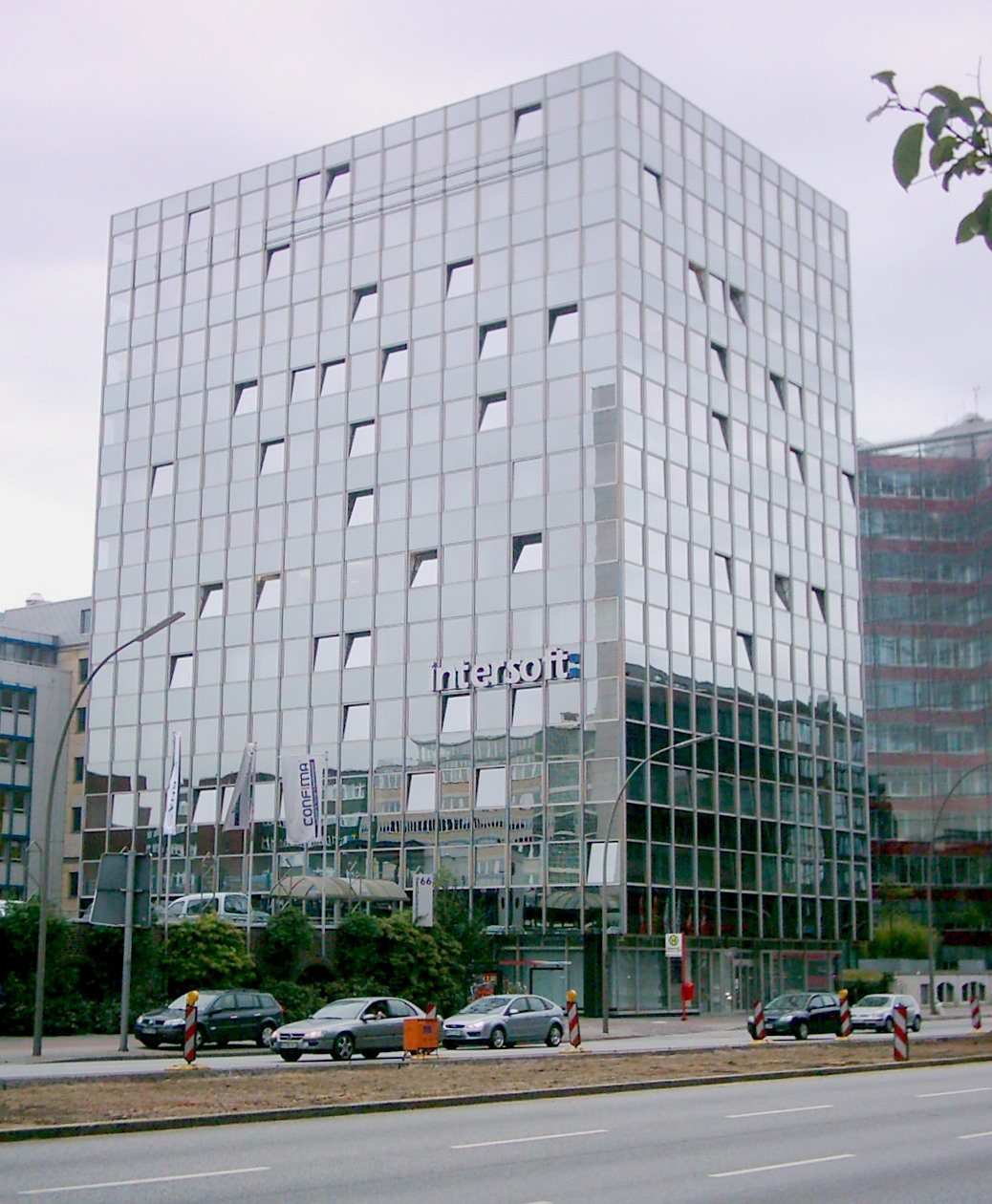
Bürogebäude Heidenkampsweg 66
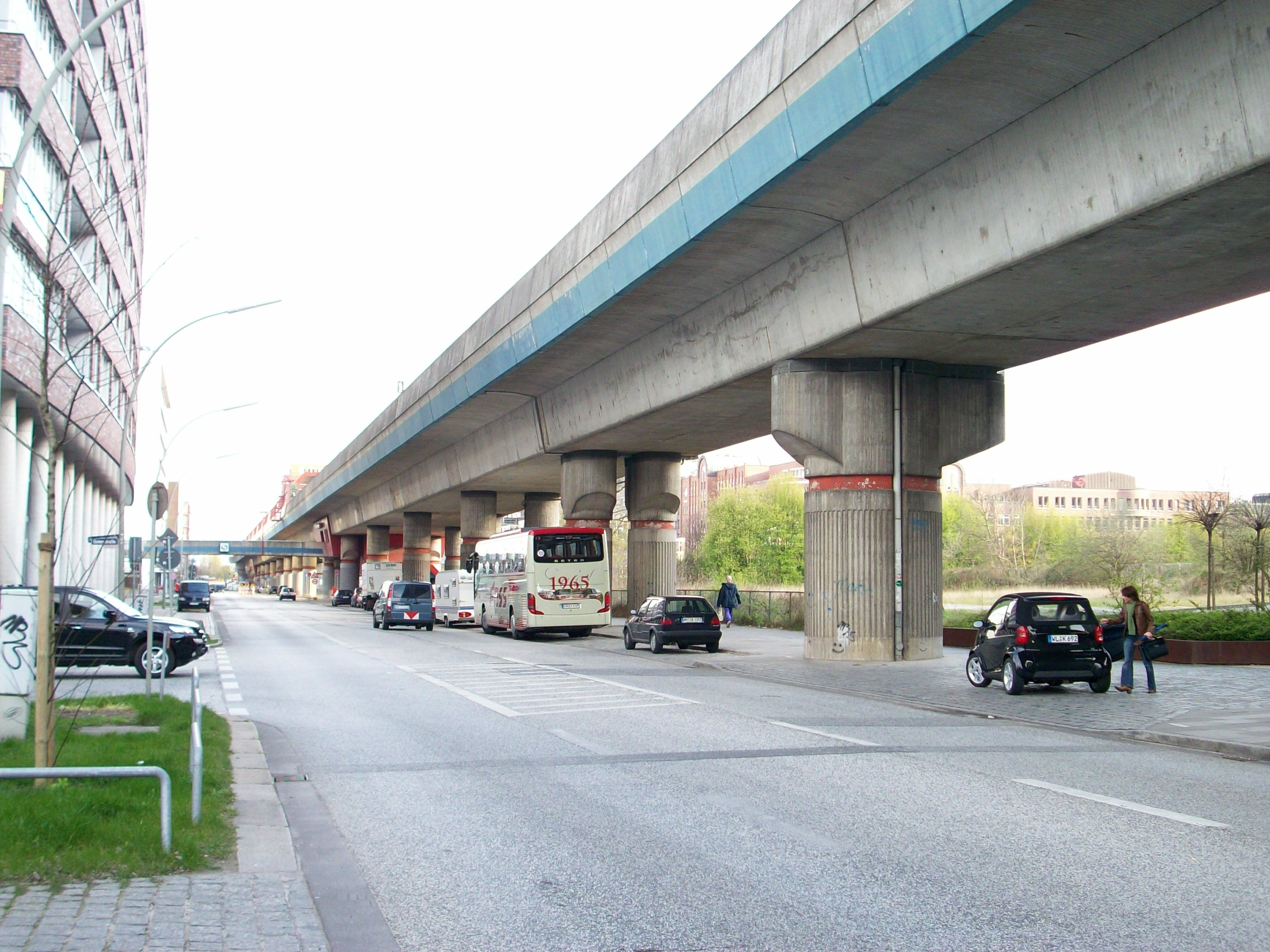
Hammerbrookstraße, Blick stadtauswärts